# Sciapus
Sciapus är ett släkte av tvåvingar. Sciapus ingår i familjen styltflugor.

## Bildgalleri

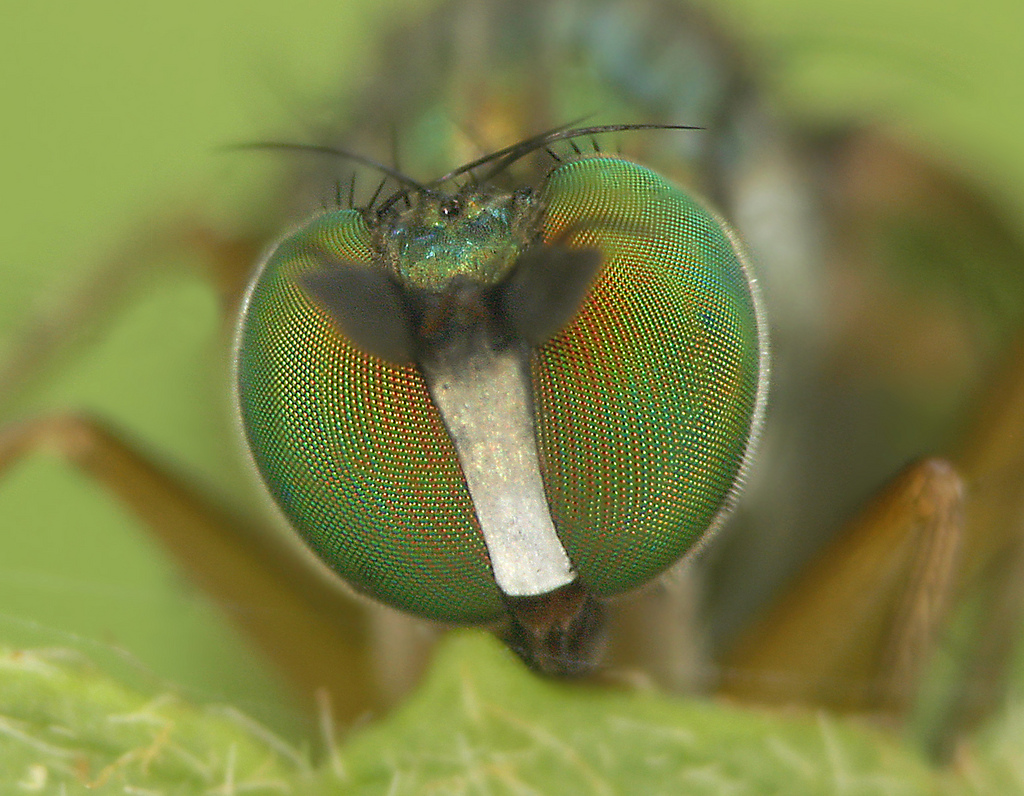
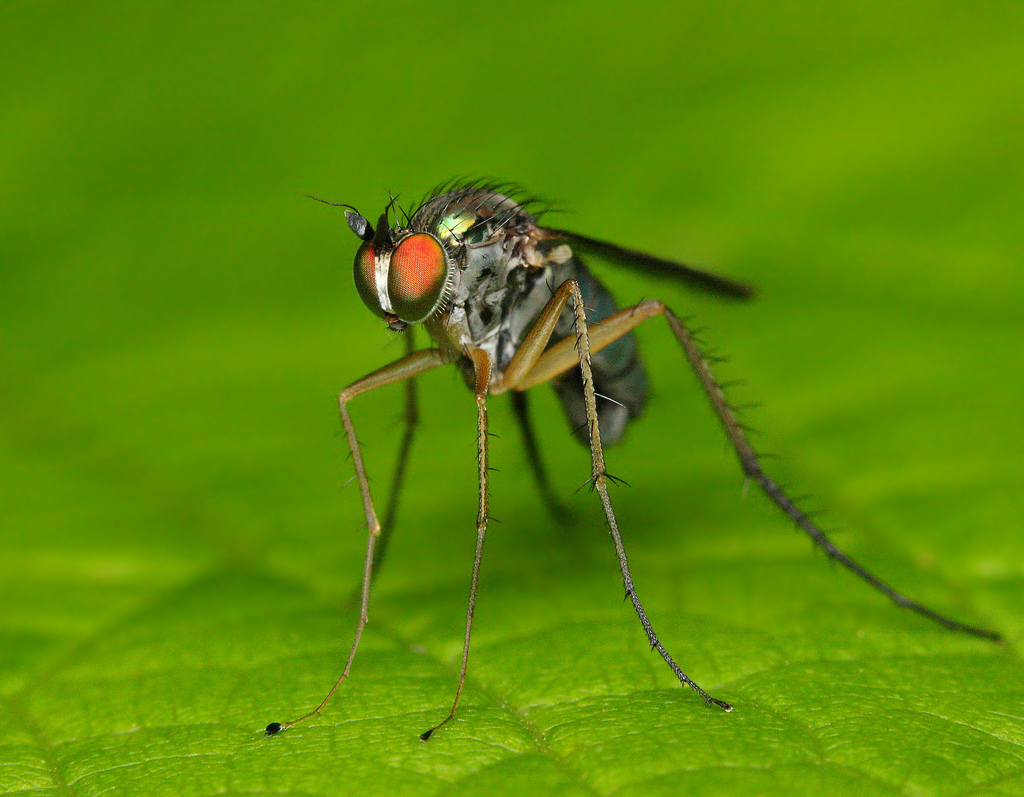
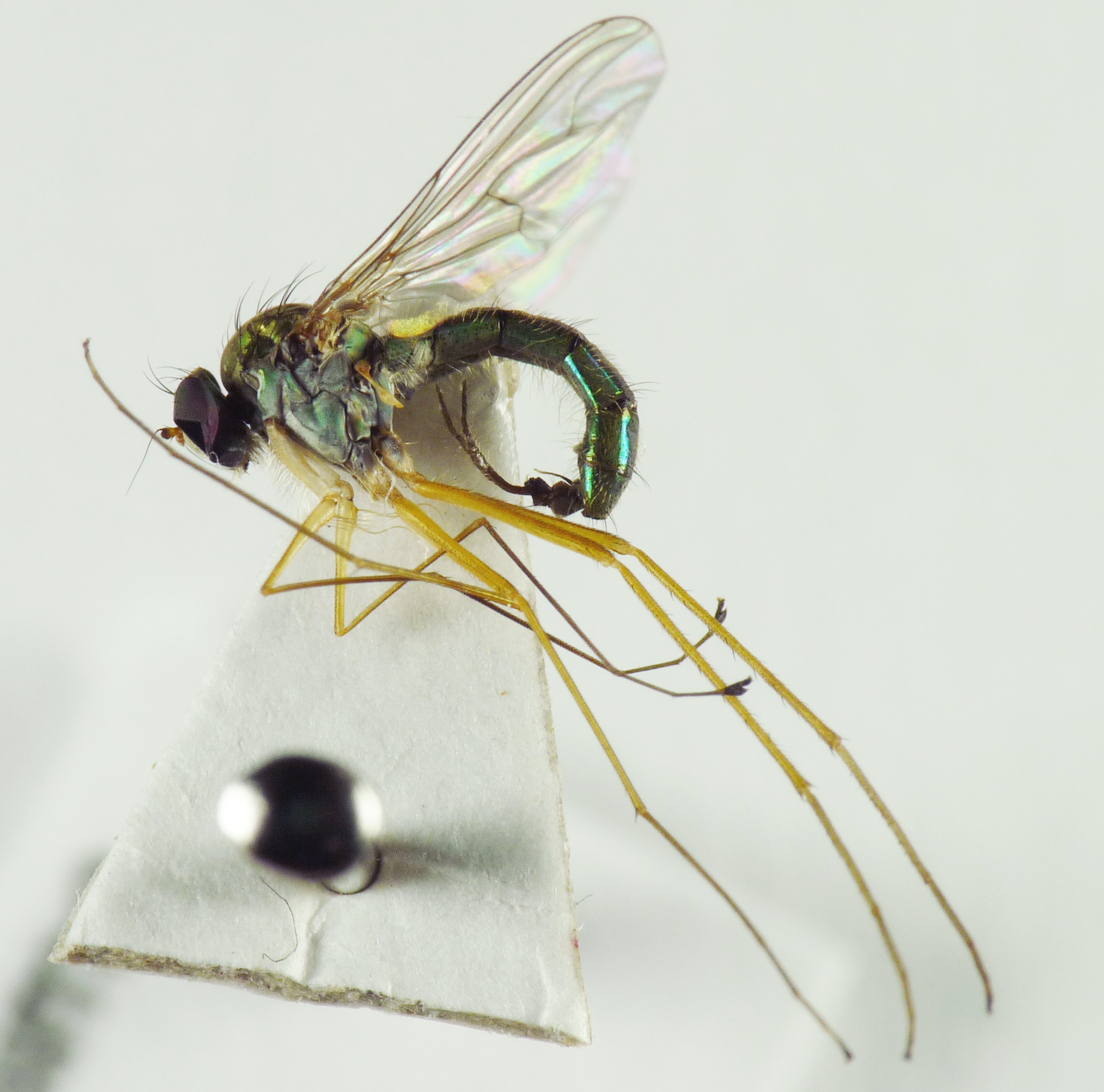
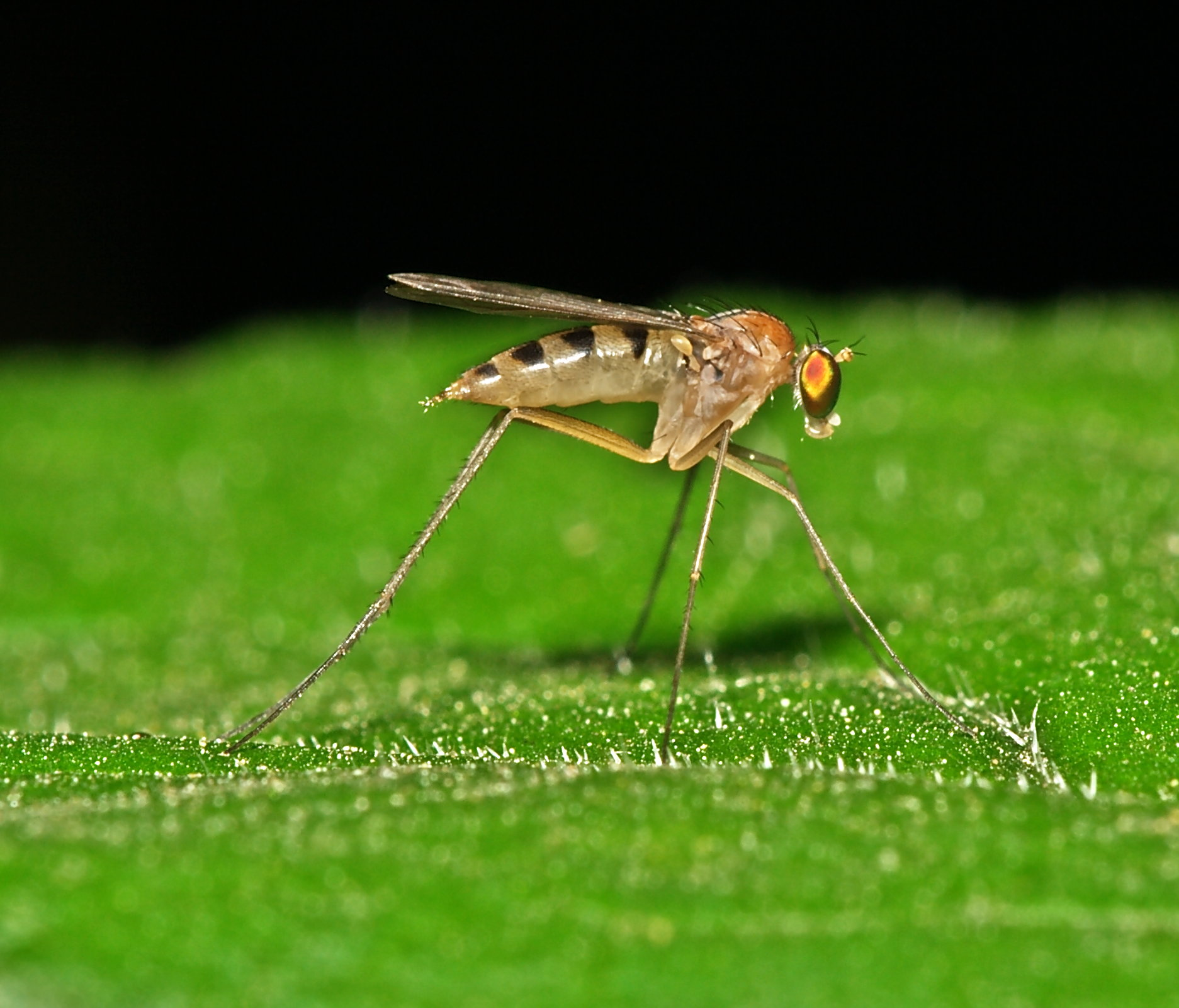

## Dottertaxa tillSciapus, i alfabetisk ordning[1][2]
- Sciapus abbreviata
- Sciapus aberrans
- Sciapus adhaerens
- Sciapus adumbratus
- Sciapus aequalis
- Sciapus aestimatus
- Sciapus alanae
- Sciapus albifacies
- Sciapus albifrons
- Sciapus albovittatus
- Sciapus algirus
- Sciapus amplicaudatus
- Sciapus angelicus
- Sciapus angustifrons
- Sciapus antennatus
- Sciapus arctus
- Sciapus arduus
- Sciapus auresi
- Sciapus aurichalceus
- Sciapus australensis
- Sciapus badjavensis
- Sciapus barbescens
- Sciapus barbipalpis
- Sciapus basilewskyi
- Sciapus basilicus
- Sciapus bellimanus
- Sciapus bellus
- Sciapus bicalcaratus
- Sciapus bilobatus
- Sciapus bilobus
- Sciapus bipectinatus
- Sciapus bredini
- Sciapus brevitarsis
- Sciapus brioni
- Sciapus calceolatus
- Sciapus capillimanus
- Sciapus carboneus
- Sciapus castus
- Sciapus cilicostatus
- Sciapus cilipennis
- Sciapus clarus
- Sciapus claudiensis
- Sciapus coalescens
- Sciapus collucens
- Sciapus contristans
- Sciapus costae
- Sciapus cuthbertsoni
- Sciapus decoripes
- Sciapus delectabilis
- Sciapus derelictus
- Sciapus dialathus
- Sciapus difficilis
- Sciapus digitatus
- Sciapus discretus
- Sciapus dolichoenemis
- Sciapus duplicatus
- Sciapus elegans
- Sciapus ellisi
- Sciapus endrodyi
- Sciapus euchromus
- Sciapus euzonus
- Sciapus evanidus
- Sciapus evulgata
- Sciapus exarmatus
- Sciapus exul
- Sciapus filipes
- Sciapus filitarsis
- Sciapus flabellifer
- Sciapus flagellaris
- Sciapus flaviannulatus
- Sciapus flaviappendiculatus
- Sciapus flavicinctus
- Sciapus flavicornis
- Sciapus flavidus
- Sciapus flavipes
- Sciapus flexicornis
- Sciapus fruticosus
- Sciapus gemmatus
- Sciapus gilvipes
- Sciapus glaucescens
- Sciapus gracilipes
- Sciapus grandicaudatus
- Sciapus gratiosus
- Sciapus gravipes
- Sciapus haemorhoidalis
- Sciapus heteropygus
- Sciapus hirtiventris
- Sciapus holoxanthos
- Sciapus illiciens
- Sciapus inaequalis
- Sciapus incognitus
- Sciapus indistinctus
- Sciapus infans
- Sciapus inflexus
- Sciapus ingruo
- Sciapus integer
- Sciapus interdictus
- Sciapus judaeus
- Sciapus laetus
- Sciapus lamellatus
- Sciapus latifacies
- Sciapus latilamellatus
- Sciapus latitarsus
- Sciapus lectus
- Sciapus leiopus
- Sciapus lenga
- Sciapus lesensis
- Sciapus lobipes
- Sciapus longimanus
- Sciapus longipes
- Sciapus longulus
- Sciapus luteus
- Sciapus macalpinei
- Sciapus macula
- Sciapus magnicaudatus
- Sciapus malanda
- Sciapus maritimus
- Sciapus matilei
- Sciapus mauritiensis
- Sciapus maurus
- Sciapus medianus
- Sciapus mediterraneus
- Sciapus mexicanus
- Sciapus micronesiana
- Sciapus mitis
- Sciapus montium
- Sciapus nanus
- Sciapus nebraskaensis
- Sciapus neoparvus
- Sciapus nervosus
- Sciapus nigricornis
- Sciapus nigrimanus
- Sciapus nitidifacies
- Sciapus nitidus
- Sciapus noditarsis
- Sciapus nubillipennis
- Sciapus nupta
- Sciapus obversicornis
- Sciapus occultus
- Sciapus oldenbergi
- Sciapus oldroydi
- Sciapus opacus
- Sciapus oscillans
- Sciapus pallens
- Sciapus palmetorum
- Sciapus palmipes
- Sciapus paracarboneus
- Sciapus paradoxus
- Sciapus parrai
- Sciapus parvus
- Sciapus pectinatus
- Sciapus pediformis
- Sciapus pellucens
- Sciapus penicillatus
- Sciapus piger
- Sciapus planipes
- Sciapus platypterus
- Sciapus pollicifer
- Sciapus polozhentsevi
- Sciapus posticus
- Sciapus praecipuus
- Sciapus prolectans
- Sciapus pseudofuneralis
- Sciapus recta
- Sciapus rectangularis
- Sciapus rectus
- Sciapus remota
- Sciapus renschi
- Sciapus restrictus
- Sciapus rezendei
- Sciapus roderi
- Sciapus rosaceus
- Sciapus rutila
- Sciapus sachalinensis
- Sciapus sericea
- Sciapus setifrons
- Sciapus sibiricus
- Sciapus sordidus
- Sciapus spiniger
- Sciapus spinimanus
- Sciapus spinosus
- Sciapus striaticollis
- Sciapus stuckenbergi
- Sciapus subfascipennis
- Sciapus subnotatus
- Sciapus subtilis
- Sciapus sudanensis
- Sciapus svenhedini
- Sciapus sylvaticus
- Sciapus tabulina
- Sciapus tardus
- Sciapus tener
- Sciapus tenuicauda
- Sciapus tenuinervis
- Sciapus trahens
- Sciapus tropicalis
- Sciapus trustorum
- Sciapus turbidus
- Sciapus vagabundus
- Sciapus variabilis
- Sciapus venestus
- Sciapus vialis
- Sciapus vicinus
- Sciapus wiedemanni
- Sciapus villeneuvei
- Sciapus viridicollis
- Sciapus zonatulus
- Sciapus zucchii